# Csernuskai járás

A Csernuskai járás a Permi határterületen

A Csernuskai járás (oroszul Чернушинский район) Oroszország egyik járása a Permi határterületen. Székhelye Csernuska.

## Népesség
- 1989-ben 51 743 lakosa volt.
- 2002-ben 53 746 lakosa volt, melynek 77,4%-a orosz, 7,6%-a tatár, 6,6%-a baskír, 4,3%-a udmurt nemzetiségű.
- 2010-ben 50 593 lakosa volt, melyből 39 057 orosz, 4 093 tatár, 2 882 baskír, 2 360 udmurt, 447 csuvas, 227 mari, 197 örmény, 187 ukrán stb.